# Čarovnija v mesečini
Čarovnija v mesečini (angleško Magic in the Moonlight) je ameriško-francoski romantično komični film iz leta 2014, ki ga je režiral in zanj napisal scenarij Woody Allen in je njegov 44. film. V glavnih vlogah nastopajo Emma Stone, Colin Firth, Hamish Linklater, Marcia Gay Harden, Jacki Weaver, Erica Leerhsen, Eileen Atkins in Simon McBurney. Dogajanje je postavljeno v 1920-ta leta na Azurno obalo.
Film je bil premierno prikazan 25. julija 2014 pod distribucijo Sony Pictures Classics. Prejel je mešane ocene kritikov, ki so pohvalili igro Colina Firtha in Emme Stone. Na strani Rotten Tomatoes je film prejel oceno 51%. Finančno je bil precej uspešen, saj je prinesel dohodek 51 milijonov $.

## Vloge
- Colin Firth kot Stanley Crawford
- Emma Stone kot Sophie Baker
- Eileen Atkins kot teta Vanessa
- Marcia Gay Harden kot ga. Baker
- Hamish Linklater kot Brice
- Simon McBurney kot Howard Burkan
- Jacki Weaver kot Grace
- Erica Leerhsen kot Caroline
- Catherine McCormack kot Olivia
- Jeremy Shamos kot George
- Lionel Abelanski kot zdravnik